# EA Tiburon

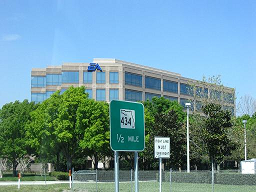
Gebäude von EA Tiburon

EA Tiburon ist ein Videospiel-Entwicklerstudio von Electronic Arts in Maitland, Florida. Es liegt nördlich der Innenstadt von Orlando. EA Tiburon wurde 1994 unter dem Namen Tiburon Entertainment gegründet und wurde 1998 von EA erworben.
Bekannt wurde das Studio durch die Entwicklung der Videospielserie Madden NFL. Unter anderem sind sie auch für die Entwicklung von NBA Live und Tiger Woods PGA Tour (bis 2013), beziehungsweise PGA Tour (ab 2014) zuständig.

## Spiele und Spieleserien
- NBA Live (ab 2010)
- EA Sports MMA (2010)
- EA Sports Fantasy Football
- NFL Head Coach (2006, 2008)
- Madden NFL (ab 1993)
- NCAA Football (1998–2013)
- EA Sports NASCAR (2002–2008)
- (Tiger Woods) PGA Tour (ab 2007)
- EA Sports GameShow (2007)
- NFL Street (2004–2006)
- NFL Tour (2008)
- NASCAR SimRacing (2005)
- Soviet Strike (Sega Saturn-Version) (1996–1997)
- Nuclear Strike
- MechWarrior 3050
- Arena Football (2006–2007)
- Superman Returns
- Superman Returns: Fortress of Solitude
- GoldenEye: Rogue Agent (Nintendo-DS-Version)
- Henry Hatsworth in the Puzzling Adventure
- College Football (ab 2014)